# Plasmodium vivax
Il Plasmodium vivax è un parassita unicellulare, è il più frequente e diffuso responsabile di malaria ricorrente. La dicitura "vivax" deriva dal fatto che i trofozoiti sono caratterizzati da movimenti rapidi.

## Trasmissione e effetti
È una delle quattro specie di parassiti del genere Plasmodium che, comunemente, causano la malaria; è meno virulento del Plasmodium falciparum, il più mortale dei quattro. Il contagio avviene attraverso punture delle zanzare Anopheles; il periodo di incubazione in genere va dai 10 ai 17 giorni, anche se raramente può raggiungere l'anno.

## Correlazione con la malaria
Sono responsabili di una forma di malaria in cui gli accessi febbrili si presentano ogni terzo giorno (terzana benigna), per cui il ciclo eritrocitario ha una durata di 48 ore. Gli ipnozoiti sono sporozoiti dormienti responsabili di recidive molto frequenti, ma solo entro tre anni dal primo episodio.

## Storia
Era il ceppo presente in forma endemica anche nelle risaie italiane del secolo scorso.